# Bakkegøgeurt
Bakkegøgeurt (Neotinea ustulata), ofte skrevet bakke-gøgeurt, er en 5-40 cm høj orkidé. Den forekommer i Europa fra England i nordvest og Pyrenæerne i sydvest over Centraleuropa og Balkan gennem Ukraine til Ural i nordøst og Kaukasus i sydøst. Den vokser på kalkbakker og i bjergene sydpå på enge op til 2000 moh. Bakkegøgeurt er en lille plante med en karakteristisk blomsterstand, hvor de mørke knopper øverst står i kontrast til de udsprungne hvide blomster nederst.
Den blomstrer i Danmark i juni-juli, hvor den er meget sjælden på overdrev i Himmerland. I Skandinavien gror den i øvrigt ret almindeligt på Öland og Gotland, men er ellers sjælden. I Danmark er den regnet som en kritisk truet på den danske rødliste.